# Караси (Курганская область)
Караси — село в Юргамышском районе Курганской области. До преобразования в декабре 2022 года муниципального района в муниципальный округ административный центр Карасинского сельсовета.

## История
До 1917 года центр Карасинской волости Челябинского уезда Оренбургской губернии. По данным на 1926 год село Карасинское состояло из 320 хозяйств. В административном отношении являлось центром Карасинского сельсовета Мишкинского района Челябинского округа Уральской области.

## Население
| 1989 | 2002 | 2010 |
| ---- | ---- | ---- |
| 844  | ↘795 | ↘611 |

По данным переписи 1926 года в селе проживало 1328 человек (585 мужчин и 743 женщины), в том числе: русские составляли 100 % населения.